# Esolus bicuspidatus
Esolus bicuspidatus là một loài bọ cánh cứng trong họ Elmidae. Loài này được Alluaud miêu tả khoa học năm 1922.